# Заслужений шахтар України
Заслу́жений шахта́р Украї́ни  — державна нагорода України — почесне звання України, яке надається Президентом України відповідно до Закону України «Про державні нагороди України». Згідно з Положенням про почесні звання України від 29 червня 2001 року, це звання присвоюється:
|  | спеціалістам та працівникам установ, об'єднань, шахт, кар'єрів, збагачувальних і брикетних фабрик вугільної, залізорудної та інших галузей гірничодобувної промисловості за досягнення значних показників у виконанні виробничих завдань, високоефективну господарську діяльність |